# Anaeroplasmatales
Anaeroplasmatales es un orden de bacterias anaerobias estrictas de la clase Mollicutes.
La familia Erysipelotrichaceae ha sido reclasificada en su propia clase Erysipelotrichia.